# Knock Off
Knock Off (En el ojo del huracán en España  y en Hispanoamérica, Golpe fulminante o Complot en Hong Kong) es una película de acción estadounidense de 1998 dirigida por Tsui Hark y protagonizada por Jean-Claude Van Damme y Rob Schneider. La película fue estrenada en Estados Unidos el 4 de octubre de 1998. El título original tiene un doble sentido, ya que el término hace referencia a las falsificaciones de productos así como asesinato selectivo. La película muestra al Aeropuerto Internacional Kai Tak todavía en uso, ya que fue cerrado en 1998.

## Argumento
Marcus Ray (Jean Claude Van Damme), un representante de ventas de la compañía V-SIX jeans y su socio Tommy Hendricks (Rob Schneider) están a punto de ser atrapados por vender jeans piratas (knock off jeans). Su contacto estadounidense, Karen Lee (Lela Rochon), resulta ser también una agente de la CIA que busca a un soplón en la operación. Ella los amenaza con ir a prisión si no prueban su inocencia.
Mientras tanto, Ray y Hendricks se reúnen con Harry Johannson (Paul Sorvino), un agente de la CIA que además trabaja para la mafia rusa. Él los convence de que la CIA necesita de la ayuda de Ray. Luego se dan cuenta de que un tipo llamado Eddy Wang tiene algo que ver con los jeans piratas, entonces van en su búsqueda. Wang resulta muerto y sus trabajadores persiguen a Marcus y a Tommy. Luego, los dos amigos se dan cuenta de que los jeans contienen nanobombas, fabricadas por el KGB en conjunto con terroristas internacionales que deberán ser detenidos por los protagonistas.

## Reparto
| Actor                 | Personaje       |
| --------------------- | --------------- |
| Jean-Claude Van Damme | Marcus Ray      |
| Rob Schneider         | Tommy Hendricks |
| Lela Rochon           | Karen Lee       |
| Michael Wong          | Detective Han   |
| Carman Lee            | Ling Ho         |
| Paul Sorvino          | Harry Johansson |
| Wyman Wong            | Eddie Wang      |
| Glen Chin             | Skinny Wang     |
| Wes Wolff             | Dinger          |
| Moises Chan           | Oficial Wong    |
| Mike Ian Lambert      |                 |

## Recepción
Knock Off se estrenó en en los Estados Unidos el 4 de septiembre de 1998. t. Tuvo una recaudación total de US$ 44.000.000 en todo el mundo En la página Rotten Tomatoes tiene un porcentaje de 8% basado en 39 críticas.